# 16e étape du Tour de France 2017
Pour un article plus général, voir Tour de France 2017.
La 16e étape du Tour de France 2017 se déroule le mardi 18 juillet 2017 entre Le Puy-en-Velay et Romans-sur-Isère, sur une distance de 165 kilomètres.

## Parcours
Au lendemain du deuxième jour de repos au Puy-en-Velay, la seizième étape est l'avant-dernière étape dite « de parcours accidenté ». Elle part du Puy-en-Velay et arrive à Romans-sur-Isère après 165 kilomètres. Le parcours prend de l'altitude dès le départ, pour mener les coureurs sur le Meygal, jusqu'à 1 204 mètres au sommet de la côte de Boussoulet (troisième catégorie, 4,5 km de montée à 6.3%). La course poursuit sa route vers l'est et passe en Ardèche, dans les monts du Vivarais. Le col du Rouvey, classé en quatrième catégorie (2,8 km de montée à 5.6%) y est franchi. S'ensuite une longue descente vers la vallée du Rhône. Celui-ci est franchi entre Tournon-sur-Rhône et Tain-l'Hermitage, marquant le passage dans le département de la Drôme. Le sprint intermédiaire est situé au kilomètre 121, à Chantemerle-les-Blés. La fin de parcours, relativement plate, amène à Romans-sur-Isère par la vallée de l'Isère.

## Déroulement de la course
Les trente premiers kilomètres se font avec de multiples tentatives d'échappées. Seul un petit groupe avec Chavanel - De Gendt - Degand arrive à avoir un peu plus d'avance; Sylvain Chavanel continue seul un moment puis se relève, à la hauteur de Devesset, lorsqu'il s'aperçoit que le peloton est mené par l'équipe Sunweb pour éviter toute nouvelle tentative et afin d'arriver en tête au sprint intermédiaire. Cela a pour effet de produire une cassure à l'arrière d'une soixante de coureurs, dont le maillot vert. Seuls Bouhanni avec deux coéquipiers arrivent à rejoindre le peloton principal dans la longue descente. Dans les trente derniers kilomètres, le peloton se casse en plusieurs groupes; ainsi l'Irlandais Martin se retrouve dans un second groupe, Contador et Bouhanni dans un troisième.
Matthews remporte le sprint final.

## Résultats

### Classement de l'étape
| \| Classement de l'étape \| Classement de l'étape \| Classement de l'étape \| Classement de l'étape \| Classement de l'étape \| \| Coureur \| Coureur \| Pays \| Équipe \| Temps \| \| --------------------- \| --------------------- \| --------------------- \| -------------------------- \| --------------------- \| \| 1er \| Michael Matthews \| Australie \| Team Sunweb \| 3 h 38 min 15 s \| \| 2e \| Edvald Boasson Hagen \| Norvège \| Dimension Data \| + 0 s \| \| 3e \| John Degenkolb \| Allemagne \| Trek-Segafredo \| + 0 s \| \| 4e \| Greg Van Avermaet \| Belgique \| BMC Racing Team \| + 0 s \| \| 5e \| Christophe Laporte \| France \| Cofidis, Solutions Crédits \| + 0 s \| \| 6e \| Jens Keukeleire \| Belgique \| Orica-Scott \| + 0 s \| \| 7e \| Tony Gallopin \| France \| Lotto-Soudal \| + 0 s \| \| 8e \| Tiesj Benoot \| Belgique \| Lotto-Soudal \| + 0 s \| \| 9e \| Maciej Bodnar \| Pologne \| Bora-Hansgrohe \| + 0 s \| \| 10e \| Romain Hardy \| France \| Fortuneo-Oscaro \| + 0 s \| |                      |           |                            |                 |
| |                      |           |                            |                 |
| Source : ProCyclingStats |                      |           |                            |                 |
| Classement de l'étape |                      |           |                            |                 |
| Coureur | Coureur              | Pays      | Équipe                     | Temps           |
| 1er | Michael Matthews     | Australie | Team Sunweb                | 3 h 38 min 15 s |
| 2e | Edvald Boasson Hagen | Norvège   | Dimension Data             | + 0 s           |
| 3e | John Degenkolb       | Allemagne | Trek-Segafredo             | + 0 s           |
| 4e | Greg Van Avermaet    | Belgique  | BMC Racing Team            | + 0 s           |
| 5e | Christophe Laporte   | France    | Cofidis, Solutions Crédits | + 0 s           |
| 6e | Jens Keukeleire      | Belgique  | Orica-Scott                | + 0 s           |
| 7e | Tony Gallopin        | France    | Lotto-Soudal               | + 0 s           |
| 8e | Tiesj Benoot         | Belgique  | Lotto-Soudal               | + 0 s           |
| 9e | Maciej Bodnar        | Pologne   | Bora-Hansgrohe             | + 0 s           |
| 10e | Romain Hardy         | France    | Fortuneo-Oscaro            | + 0 s           |

### Points attribués
| Sprint intermédiaire - Chantemerle-les-Blés (km 121,5) | Sprint intermédiaire - Chantemerle-les-Blés (km 121,5) | Sprint intermédiaire - Chantemerle-les-Blés (km 121,5) | Sprint intermédiaire - Chantemerle-les-Blés (km 121,5) | Sprint intermédiaire - Chantemerle-les-Blés (km 121,5) |
| ------------------------------------------------------ | ------------------------------------------------------ | ------------------------------------------------------ | ------------------------------------------------------ | ------------------------------------------------------ |
|                                                        | Coureur                                                | Pays                                                   | Équipe                                                 | Point(s)                                               |
| 1er                                                    | Michael Matthews                                       | Australie                                              | Sunweb                                                 | 20                                                     |
| 2e                                                     | André Greipel                                          | Allemagne                                              | Lotto-Soudal                                           | 17                                                     |
| 3e                                                     | Sonny Colbrelli                                        | Italie                                                 | Bahrain-Merida                                         | 15                                                     |
| 4e                                                     | Ramon Sinkeldam                                        | Pays-Bas                                               | Sunweb                                                 | 13                                                     |
| 5e                                                     | Damien Howson                                          | Australie                                              | Orica-Scott                                            | 11                                                     |
| 6e                                                     | Esteban Chaves                                         | Colombie                                               | Orica-Scott                                            | 10                                                     |
| 7e                                                     | Michael Albasini                                       | Suisse                                                 | Orica-Scott                                            | 9                                                      |
| 8e                                                     | Jens Keukeleire                                        | Belgique                                               | Orica-Scott                                            | 8                                                      |
| 9e                                                     | Simon Yates                                            | Royaume-Uni                                            | Orica-Scott                                            | 7                                                      |
| 10e                                                    | Albert Timmer                                          | Pays-Bas                                               | Sunweb                                                 | 6                                                      |
| 11e                                                    | Steve Cummings                                         | Royaume-Uni                                            | Dimension Data                                         | 5                                                      |
| 12e                                                    | Christian Knees                                        | Allemagne                                              | Sky                                                    | 4                                                      |
| 13e                                                    | Michał Kwiatkowski                                     | Pologne                                                | Sky                                                    | 3                                                      |
| 14e                                                    | Scott Thwaites                                         | Royaume-Uni                                            | Dimension Data                                         | 2                                                      |
| 15e                                                    | Alessandro De Marchi                                   | Italie                                                 | BMC Racing                                             | 1                                                      |
| modifier                                               |                                                        |                                                        |                                                        |                                                        |

| Arrivée d'étape - Romans-sur-Isère (km 165) | Arrivée d'étape - Romans-sur-Isère (km 165) | Arrivée d'étape - Romans-sur-Isère (km 165) | Arrivée d'étape - Romans-sur-Isère (km 165) | Arrivée d'étape - Romans-sur-Isère (km 165) |
| ------------------------------------------- | ------------------------------------------- | ------------------------------------------- | ------------------------------------------- | ------------------------------------------- |
|                                             | Coureur                                     | Pays                                        | Équipe                                      | Point(s)                                    |
| 1er                                         | Michael Matthews                            | Australie                                   | Sunweb                                      | 30                                          |
| 2e                                          | Edvald Boasson Hagen                        | Norvège                                     | Dimension Data                              | 25                                          |
| 3e                                          | John Degenkolb                              | Allemagne                                   | Trek-Segafredo                              | 22                                          |
| 4e                                          | Greg Van Avermaet                           | Belgique                                    | BMC Racing                                  | 19                                          |
| 5e                                          | Christophe Laporte                          | France                                      | Cofidis                                     | 17                                          |
| 6e                                          | Jens Keukeleire                             | Belgique                                    | Orica-Scott                                 | 15                                          |
| 7e                                          | Tony Gallopin                               | France                                      | Lotto-Soudal                                | 13                                          |
| 8e                                          | Tiesj Benoot                                | Belgique                                    | Lotto-Soudal                                | 11                                          |
| 9e                                          | Maciej Bodnar                               | Pologne                                     | Bora-Hansgrohe                              | 9                                           |
| 10e                                         | Romain Hardy                                | France                                      | Fortuneo-Oscaro                             | 7                                           |
| 11e                                         | Reinardt Janse Van Rensburg                 | Afrique du Sud                              | Dimension Data                              | 6                                           |
| 12e                                         | Rigoberto Uran                              | Colombie                                    | Cannondale-Drapac                           | 5                                           |
| 13e                                         | Christopher Froome                          | Royaume-Uni                                 | Sky                                         | 4                                           |
| 14e                                         | Simon Yates                                 | Royaume-Uni                                 | Orica-Scott                                 | 3                                           |
| 15e                                         | Mikel Landa                                 | Espagne                                     | Sky                                         | 2                                           |
| modifier                                    |                                             |                                             |                                             |                                             |

|   | Coureur              | Pays      | Équipe         | Secondes |
| - | -------------------- | --------- | -------------- | -------- |
| 1 | Michael Matthews     | Australie | Sunweb         | 10 s     |
| 2 | Edvald Boasson Hagen | Norvège   | Dimension Data | 6 s      |
| 3 | John Degenkolb       | Allemagne | Trek-Segafredo | 4 s      |

### Cols et côtes
| Côte de Boussoulet (km 20,5) 3e catégorie (4,5 km à 6,3%) | Côte de Boussoulet (km 20,5) 3e catégorie (4,5 km à 6,3%) | Côte de Boussoulet (km 20,5) 3e catégorie (4,5 km à 6,3%) | Côte de Boussoulet (km 20,5) 3e catégorie (4,5 km à 6,3%) | Côte de Boussoulet (km 20,5) 3e catégorie (4,5 km à 6,3%) |
| --------------------------------------------------------- | --------------------------------------------------------- | --------------------------------------------------------- | --------------------------------------------------------- | --------------------------------------------------------- |
|                                                           | Coureur                                                   | Pays                                                      | Équipe                                                    | Point(s)                                                  |
| 1er                                                       | Thomas de Gendt                                           | Belgique                                                  | Lotto-Soudal                                              | 2                                                         |
| 2e                                                        | Sylvain Chavanel                                          | France                                                    | Direct Énergie                                            | 1                                                         |
| modifier                                                  |                                                           |                                                           |                                                           |                                                           |

| Col du Rouvey (km 65) 4e catégorie (2,8 km à 5,6%) | Col du Rouvey (km 65) 4e catégorie (2,8 km à 5,6%) | Col du Rouvey (km 65) 4e catégorie (2,8 km à 5,6%) | Col du Rouvey (km 65) 4e catégorie (2,8 km à 5,6%) | Col du Rouvey (km 65) 4e catégorie (2,8 km à 5,6%) |
| -------------------------------------------------- | -------------------------------------------------- | -------------------------------------------------- | -------------------------------------------------- | -------------------------------------------------- |
|                                                    | Coureur                                            | Pays                                               | Équipe                                             | Point(s)                                           |
| 1er                                                | Warren Barguil                                     | France                                             | Sunweb                                             | 1                                                  |
| modifier                                           |                                                    |                                                    |                                                    |                                                    |

## Classements à l'issue de l'étape

### Classement général
| \| Classement général \| Classement général \| Classement général \| Classement général \| Classement général \| \| Coureur \| Coureur \| Pays \| Équipe \| Temps \| \| ------------------ \| ------------------ \| ------------------ \| ------------------ \| ------------------ \| \| 1er \| Christopher Froome \| Royaume-Uni \| Team Sky \| 68 h 18 min 36 s \| \| 2e \| Fabio Aru \| Italie \| Astana \| + 18 s \| \| 3e \| Romain Bardet \| France \| AG2R La Mondiale \| + 23 s \| \| 4e \| Rigoberto Urán \| Colombie \| Cannondale-Drapac \| + 29 s \| \| 5e \| Mikel Landa \| Espagne \| Team Sky \| + 1 min 17 s \| \| 6e \| Simon Yates \| Royaume-Uni \| Orica-Scott \| + 2 min 02 s \| \| 7e \| Dan Martin \| Irlande \| Quick-Step Floors \| + 2 min 03 s \| \| 8e \| Louis Meintjes \| Afrique du Sud \| UAE Team Emirates \| + 6 min 00 s \| \| 9e \| Damiano Caruso \| Italie \| BMC Racing Team \| + 6 min 05 s \| \| 10e \| Nairo Quintana \| Colombie \| Movistar Team \| + 6 min 16 s \| |                    |                |                   |                  |
| |                    |                |                   |                  |
| Source : ProCyclingStats |                    |                |                   |                  |
| Classement général |                    |                |                   |                  |
| Coureur | Coureur            | Pays           | Équipe            | Temps            |
| 1er | Christopher Froome | Royaume-Uni    | Team Sky          | 68 h 18 min 36 s |
| 2e | Fabio Aru          | Italie         | Astana            | + 18 s           |
| 3e | Romain Bardet      | France         | AG2R La Mondiale  | + 23 s           |
| 4e | Rigoberto Urán     | Colombie       | Cannondale-Drapac | + 29 s           |
| 5e | Mikel Landa        | Espagne        | Team Sky          | + 1 min 17 s     |
| 6e | Simon Yates        | Royaume-Uni    | Orica-Scott       | + 2 min 02 s     |
| 7e | Dan Martin         | Irlande        | Quick-Step Floors | + 2 min 03 s     |
| 8e | Louis Meintjes     | Afrique du Sud | UAE Team Emirates | + 6 min 00 s     |
| 9e | Damiano Caruso     | Italie         | BMC Racing Team   | + 6 min 05 s     |
| 10e | Nairo Quintana     | Colombie       | Movistar Team     | + 6 min 16 s     |

### Classement par points
| Classement par points | Classement par points | Classement par points | Classement par points | Classement par points |
| Coureur               | Coureur               | Pays                  | Équipe                | Points                |
| --------------------- | --------------------- | --------------------- | --------------------- | --------------------- |
| 1er                   | Marcel Kittel         | Allemagne             | Quick-Step Floors     | 373 pts               |
| 2e                    | Michael Matthews      | Australie             | Team Sunweb           | 344 pts               |
| 3e                    | André Greipel         | Allemagne             | Lotto-Soudal          | 204 pts               |
| 4e                    | Alexander Kristoff    | Norvège               | Katusha-Alpecin       | 158 pts               |
| 5e                    | Sonny Colbrelli       | Italie                | Bahrain-Merida        | 143 pts               |
| 6e                    | Edvald Boasson Hagen  | Norvège               | Dimension Data        | 140 pts               |
| 7e                    | Dylan Groenewegen     | Pays-Bas              | LottoNL-Jumbo         | 94 pts                |
| 8e                    | Christopher Froome    | Royaume-Uni           | Team Sky              | 90 pts                |
| 9e                    | Dan Martin            | Irlande               | Quick-Step Floors     | 89 pts                |
| 10e                   | John Degenkolb        | Allemagne             | Trek-Segafredo        | 79 pts                |

### Classement du meilleur jeune
| Classement général du meilleur jeune | Classement général du meilleur jeune | Classement général du meilleur jeune | Classement général du meilleur jeune | Classement général du meilleur jeune |
|                                      | Coureur                              | Pays                                 | Équipe                               | Temps                                |
| ------------------------------------ | ------------------------------------ | ------------------------------------ | ------------------------------------ | ------------------------------------ |
| 1er                                  | Simon Yates                          | Royaume-Uni                          | Orica-Scott                          | en 68 h 20 min 38 s                  |
| 2e                                   | Louis Meintjes                       | Afrique du Sud                       | UAE Emirates                         | + 3 min 58 s                         |
| 3e                                   | Pierre Latour                        | France                               | AG2R La Mondiale                     | + 12 min 30 s                        |
| 4e                                   | Emanuel Buchmann                     | Allemagne                            | Bora-Hansgrohe                       | + 18 min 26 s                        |
| 5e                                   | Guillaume Martin                     | France                               | Wanty-Groupe Gobert                  | + 26 min 17 s                        |
| 6e                                   | Tiesj Benoot                         | Belgique                             | Lotto-Soudal                         | + 28 min 8 s                         |
| 7e                                   | Lilian Calmejane                     | France                               | Direct Énergie                       | + 55 min 31 s                        |
| 8e                                   | Michael Valgren                      | Danemark                             | Astana                               | + 1 h 42 min 12 s                    |
| 9e                                   | Stefan Küng                          | Suisse                               | BMC Racing                           | + 1 h 48 min 9 s                     |
| 10e                                  | Dylan Van Baarle                     | Pays-Bas                             | Cannondale-Drapac                    | + 1 h 52 min 46 s                    |
| modifier                             |                                      |                                      |                                      |                                      |

### Classement du meilleur grimpeur
| Classement du meilleur grimpeur | Classement du meilleur grimpeur | Classement du meilleur grimpeur | Classement du meilleur grimpeur | Classement du meilleur grimpeur |
| ------------------------------- | ------------------------------- | ------------------------------- | ------------------------------- | ------------------------------- |
|                                 | Coureur                         | Pays                            | Équipe                          | Point(s)                        |
| 1er                             | Warren Barguil                  | France                          | Sunweb                          | 117 points                      |
| 2e                              | Primož Roglič                   | Slovénie                        | Lotto NL-Jumbo                  | 38 pts                          |
| 3e                              | Thomas De Gendt                 | Belgique                        | Lotto-Soudal                    | 38 pts                          |
| 4e                              | Mikel Landa                     | Espagne                         | Sky                             | 33 pts                          |
| 5e                              | Alexis Vuillermoz               | France                          | AG2R La Mondiale                | 28 pts                          |
| 6e                              | Christopher Froome              | Royaume-Uni                     | Sky                             | 25 pts                          |
| 7e                              | Daniel Martin                   | Irlande                         | Quick-Step Floors               | 23 pts                          |
| 8e                              | Fabio Aru                       | Italie                          | Astana                          | 22 pts                          |
| 9e                              | Alberto Contador                | Espagne                         | Trek-Segafredo                  | 22 pts                          |
| 10e                             | Steve Cummings                  | Royaume-Uni                     | Dimension Data                  | 20 pts                          |
| modifier                        |                                 |                                 |                                 |                                 |

### Classement par équipes
| Classement par équipes | Classement par équipes | Classement par équipes | Classement par équipes |
| Équipe                 | Équipe                 | Pays                   | Temps                  |
| ---------------------- | ---------------------- | ---------------------- | ---------------------- |
| 1re                    | Sky                    | Royaume-Uni            | 205 h 06 min 20 s      |
| 2e                     | AG2R La Mondiale       | France                 | + 10 min 07 s          |
| 3e                     | Trek-Segafredo         | États-Unis             | + 1 h 03 min 43 s      |
| 4e                     | BMC Racing Team        | États-Unis             | + 1 h 09 min 59 s      |
| 5e                     | Movistar Team          | Espagne                | + 1 h 11 min 17 s      |
| 6e                     | Cannondale-Drapac      | États-Unis             | + 1 h 33 min 12 s      |
| 7e                     | Orica-Scott            | Australie              | + 1 h 40 min 50 s      |
| 8e                     | Astana                 | Kazakhstan             | + 1 h 45 min 06 s      |
| 9e                     | Fortuneo-Oscaro        | France                 | + 1 h 48 min 27 s      |
| 10e                    | Lotto-Soudal           | Belgique               | + 2 h 01 min 51 s      |

## Abandons
- 104 -  Philippe Gilbert (Quick-Step Floors) : Non partant
- 162 -  George Bennett (Lotto NL-Jumbo) : Abandon